# مدیریت دولتی
مدیریت دولتی( اداره امور عمومی یا مدیریت عمومی) (به انگلیسی: Public Administration) ؛ یک رشته دانشگاهی است که به مطالعه نحوه به‌کارگیری و اجرای علوم اداری (مدیریت اداری) در سازمان‌ها شامل: امور مالی، امور حسابداری و حسابرسی، امور اداری و کارگزینی، امور منابع انسانی، امور پشتیبانی و رفاه، امور برنامه‌ریزی و خدمات، امور تغییر و تحول اداری، امور بیمه‌ای و تأمین اجتماعی، امور تشکیلات و روش‌ها، امور مالیاتی و بودجه و دیگر امور مرتبط با مدیریت پرداخته و کارمندان را برای اینگونه مشاغل آماده می‌سازد. همچنین این رشته از شاخه های فرعی رشته علوم سیاسی محسوب می شود.
از طرفی به دلیل وسیع بودن و گستردگی رشته مدیریت دولتی، این رشته به امور تصمیم‌گیری و خط مشی‌گذاری عمومی و همچنین به امور توسعه و حکمرانی هم می‌پردازد. به عبارت دیگر علم اداره عبارتست از نظام اجتماعی خاصی که بر اساس آن عده‌ای از افراد بشر به منظور نیل به یک سلسله هدف‌های نسبتاً مشخص با یکدیگر همکاری می‌کنند، بدین معنی که تصمیماتی را اتخاذ می‌کنند و تصمیماتی را به مرحله اجرا و عمل درمی‌آورند.
طبق تعریف دانشگاه فینیکس ایالات متحده آمریکا دانشجویان رشته مدیریت دولتی برای ارتقای مهارت‌های مدیریتی، باید به‌طور مؤثر در یک سازمان عمومی کار کرده و مهارت‌های حل مسئله خود را همراه با ارتباطات، خلاقیت، استفاده از اطلاعات و مهارت‌های مدیریتی بهبود ببخشند.
طبق تعریف دانشگاه جرج واشینگتن ایالات متحده آمریکا مدیریت دولتی همان رشته مدیریت عمومی یا مدیریت اداری است. فارغ‌التحصیلان رشته مدیریت دولتی می‌توانند در تمام سطوح سازمان‌های دولتی، انجمن‌های ملی، گروه‌های منافع عمومی، پژوهشگر و مشاور شرکت و همچنین در بخش خصوصی فعالیت کنند. این رشته برای مطالعه مدیریت و خط مشی گذاری در زمینه‌های دولتی و خصوصی و تعاونی‌ها مناسب است. 
```
انجمن علمی مدیریت دولتی ایران
: انجمن در سال 1389 تاسیس گردید این نهاد که با عناوینی همچون “آکادمی مدیریت دولتی”، “مرکز ملی مدیریت دولتی”، “جامعه مدیریت دولتی”، “موسسه مدیریت دولتی”، “انجمن ملی مدیریت دولتی”، “انجمن مدیریت دولتی” در همه کشورها وجود دارد، نوعی پیوند تنگاتنگ بین نظریه و عمل مدیریت در عرصه ملی یا مدیریت دولتی برقرار می‌کند. این نهاد محل برگزاری میزگردها، جلسات، پژوهش‌ها، کارگاه‌ها و … در حوزه مدیریت ملی است که نقش‌آفرینان آن مدیران دولتی و اندیشمندان این رشته هستند. اتفاقات عمده مدیریتی (برای مثال وقوع حادثه‌ای ملی نظیر زلزله بم) در این انجمن مورد بحث و بررسی قرار می‌گیرد و دانش برخورد با این مساله ملی، مستند شده و اشاعه پیدا می‌کند. این انجمن مرکز تولید دانش بومی برخورد با مسائل مدیریتی خاص هر کشور است.
```

هشت زمینه مهم مدیریت دولتی عبارتند از: ۱- بودجه و مالیه عمومی (مدیریت امور مالی) ۲- فدرال سیاست، سیاست و مدیریت (خط مشی گذاری عمومی) ۳- مدیریت بحران و حوادث اضطراری ۴- مدیریت پیشرفت و توسعه همکاری‌های بین‌المللی ۵- مدیریت دولت‌های ایالتی و محلی (مدیریت سازمان‌های محلی و شهرداری‌ها) ۶- مدیریت سازمان‌های غیرانتفاعی و غیردولتی ۷- تحلیل و ارزیابی خط مشی گذاری عمومی ۸- مدیریت سازمان‌های دولتی و خصوصی (مدیریت امور اداری در بخش دولتی و خصوصی)
رشته مدیریت عمومی در طی تاریخ به وجود آمدن خود، بیش از پیش جنبه بین رشته‌ای پیدا کرده‌است و بر پایه زمینه‌هایی همچون اقتصاد، جامعه‌شناسی، حقوق، مردم‌شناسی، علوم سیاسی و برنامه‌ریزی محلی طراحی شده‌است تا فارغ‌التحصیلان مربوط را با مهارت‌ها و دانشی تجهیز کند که شامل گسترده وسیعی از موضوعات و رشته‌های مرتبط با بخش عمومی است.
فارغ‌التحصیلان رشته مدیریت دولتی (مدیریت عمومی) می‌توانند در خوشه‌های شغلی مانند: امور اداری و مالی، برنامه‌ریزی و خدمات، منابع انسانی، تحول اداری، امور دفتری، تحلیلگر بودجه، روابط عمومی، مدیریت بیمارستان‌ها و خدمات بهداشتی و درمانی، برنامه‌ریزی مالی و بانکداری، مالیه عمومی و بودجه و دیگر مباحث مطرح در امور مرتبط با مدیریت برای سازمان‌های دولتی و خصوصی و همچنین تعاونی‌ها در سطوح محلی، ایالتی، استان، ملی، فدرال و بین‌المللی استخدام شوند.

## ظهور مدیریت دولتی نوین
در عصر مدرن امروزی، مدیریت دولتی سنتی جایگاه خود را به مدیریت دولتی نوین (اداره امور عمومی براساس بازار) یا دولت کارآفرین داده‌است.
مدیریت دولتی نوین یا مدیریت گرایی روشی است در جهت تغییر الگوی اداره امور عمومی که سعی دارد سازوکارهای بخش خصوصی را در بخش دولتی پیاده کند. پالیت در سال ۱۹۹۴ جنبش مدیریت دولتی نوین را به عنوان سیستم فکری ایدئولوژیک مطرح می‌کند که با ویژگی به‌کارگیری ایده‌های بخش خصوصی شناخته می‌شود. ویرتانن در سال ۱۹۹۶ معتقد بود مدیریت دولتی نوین ریشه در ترویج دو جریان مختلف دارد: ۱- اقتصاد بنیادگرایی نوین ۲- مدیریت دولتی نوین مبتنی بر بازار. به‌طور کلی مدیریت دولتی نوین از دو نظریه علم اقتصاد و تجارت شکل می‌گیرد. هر چند بین بخش‌های دولتی و خصوصی تفاوت‌هایی وجود دارد، اما می‌توان شباهت‌هایی بین مدیریت بازرگانی (اداره امور خصوصی) و مدیریت دولتی (اداره امور عمومی) پیدا کرد. بعدها انتقادات گسترده‌ای به مدیریت دولتی نوین وارد شد و مطرح شد که این رویکرد، دولت را از وظیفه اصلی خود که خدمتگزاری است دور می‌کند و دولت ضعیف شده عملاً تحت اعمال نظر ثروتمندان قرار خواهد گرفت؛ لذا دنهارت رویکرد مدیریت خدمات عمومی را مطرح ساخت و تأکید کرد که مهم‌ترین شان دولت خدمتگزاری است و حتی در صورت ضرورت باید کفش مردم را هم دولت تولید کند و ملاک خدمت به مردم است.

## پیوند مدیریت دولتی و حقوق عمومی در عصر حاضر
امروزه مباحث مدیریت دولتی عمومی پیوند محکمی با مباحث حقوق عمومی در سراسر جهان برقرار نموده‌است. در یک تعریف تخصصی از حقوق عمومی که به جایگاه اجتماعی علم حقوق و مباحث حقوق عمومی توجه بیشتری دارد و اصول مدیریت دولتی در آن نیز لحاظ شده‌است، حقوق عمومی «دانش و فن تنظیم روابط کلان اجتماعی میان افراد جامعه و قدرت عمومی (دولت و حاکمیت) با استفاده از ابزارها و ضوابط حقوقی و با هدف تأمین نظم عمومی، عدالت و امنیت عمومی است»

## بنیانگذاران رشته مدیریت دولتی
توماس وودرو ویلسون، ماکس وبر و فردریک وینسلو تیلور بنیان‌گذاران رشته مدیریت دولتی شناخته می‌شوند و این رشته با انتشار مقاله ویلسون تحت عنوان «مطالعه اداره» در سال ۱۸۸۷ شروع شد که به عصر تفکیک سیاست از اداره مشهور است.
ویلسون نوشت:”هدف از مطالعه مدیریت در مرحله اول کشف کردن این است که دولت به درستی و با موفقیت می‌تواند چه کاری انجام دهد، و در مرحله دوم، چگونه با حداکثر کارایی ممکن و حداقل هزینه پولی و انرژی می‌تواند این چیزها را درست انجام دهد. ” این کار دشواری است بنابراین، مطالعه مدیریت دولتی به ما کمک می‌کند تا دانشجویان روش‌های مختلف به انجام رساندن این دو هدف به کمک سازمان‌های بخش دولتی، خصوصی و تعاونی‌ها را یاد بگیرند.
این دیدگاه مبنایی برای جدایی مشهور سیاست از اداره ویلسون بود: «مدیریت ورای فضای سیاست قرار دارد. پرسشهای اداری، پرسشهای سیاسی نیستند. اگر چه سیاست، وظیفه‌هایی را برای مدیریت تدوین می‌کند ولی نباید از تغییر در مقاماتش رنج برد» در اثر ویلسون، دو موضوع برجسته به چشم می‌خورد که به عنوان محوری برای مطالعه مدیریت دولتی در طول تاریخ این رشته، به خدمت گرفته شده‌اند: جدایی بین سیاست و اداره و جستجو برای اصول مدیریت اداری که می‌تواند در نیل به کارایی سازمان یاری دهنده باشد. از دیگر چهره‌های برجسته در زمینه مدیریت می‌توان به هنری فایول، داگلاس مک‌گریگور، هنری مینتزبرگ، هربرت الکساندر سایمون، التون مایو، هنری گانت، پیتر دراکر، الوین تافلر، کریس آرجریس، فیلیپ کاتلر، آبراهام مازلو، هوارد گاردنر، لوتر گولیک، ماری پارکر فالت، چستر بارنارد، دوایت والدو، فرانک و لیلیان گیلبرت اشاره کرد.

## آشنایی با مقطع لیسانس، فوق لیسانس و دکترای رشته مدیریت دولتی

### کارشناسی مدیریت دولتی
لیسانس مدیریت دولتی یکی از مدارک مدیریتی است که آموزش در زمینه مدیریت عمومی (مدیریت اداری) را برای دانشجویانی که علاقمند به کار کردن در سازمان‌های دولتی و خصوصی هستند را فراهم می‌کند، دانشجویان مقطع لیسانس در رشته مدیریت دولتی با زمینه‌هایی همچون اقتصاد، مدیریت و حسابداری، جامعه‌شناسی، علوم سیاسی، فلسفه و روان‌شناسی آشنا می‌شوند، برنامه دروس اصلی لیسانس رشته مدیریت دولتی معمولاً شامل درس‌های مرتبط با اقتصاد، مالیه عمومی و بودجه، اصول حسابداری، حسابداری و حسابرسی دولتی، آمار و روش تحقیق، تصمیم‌گیری و خط مشی گذاری عمومی، اخلاق حرفه‌ای در مدیریت، تجزیه و تحلیل و طراحی سیستم، نظریه‌های مدیریت، رفتار سازمانی و مدیریت منابع انسانی است. درجه لیسانس رشته مدیریت دولتی بسیار شبیه درجه لیسانس مدیریت بازرگانی است، با این تفاوت که در مقطع لیسانس، مدیریت دولتی تمرکز کمتری در بازاریابی داشته و بیشترین تمرکز مدیریت دولتی مربوط به تئوری‌های مدیریت و مطالعات اداری و مالی می‌باشد.

### کارشناسی ارشد مدیریت دولتی
فوق لیسانس مدیریت دولتی یکی از مدارک حرفه‌ای مدیریتی است که آموزش در یکی از گرایش‌های‌های توسعه منابع انسانی، طراحی و سازماندهی، تحلیلگر بودجه و مالیات عمومی، خط مشی گذاری عمومی، مدیریت سازمان‌های محلی و شهرداری‌ها، مدیریت پیشرفت و توسعه، مدیریت تغییر و تحول سازمانی و مدیریت رفتار سازمانی را برای دانشجویانی که علاقمند به کار کردن به صورت حرفه‌ای در سازمان‌های دولتی و خصوصی هستند را فراهم می‌کند، برنامه دروس اصلی مقطع فوق لیسانس رشته مدیریت دولتی معمولاً شامل درس‌های نظریه‌های مدیریت پیشرفته، مدیریت رفتار سازمانی پیشرفته، مدیریت منابع انسانی پیشرفته، تئوری‌های مدیریت دولتی، تحلیل آماری و روش تحقیق پیشرفته و… است.

### دکترای رشته مدیریت دولتی
دکترای تخصصی مدیریت دولتی یکی از مدارک تخصصی مدیریتی است که آموزش در یکی از گرایش‌های تصمیم‌گیری و خط مشی گذاری عمومی، رفتار سازمانی، مدیریت منابع انسانی، مدیریت تطبیقی و توسعه را برای دانشجویانی که علاقمند به هیئت علمی شدن در دانشگاه‌ها و مراکز آموزش عالی یا کار کردن به صورت تخصصی در سازمان‌های دولتی و خصوصی هستند را فراهم می‌کند. دانشجویان دکترای رشته مدیریت دولتی اغلب تمرکز بیشتری بر روی توسعه نظریه‌های مدیریتی و انجام تحقیقات و پژوهش‌های علمی و تخصصی دارند، مقطع دکترای مدیریت دولتی برای افرادی که علاقمند به تبدیل شدن به محققان متخصص یا به دنبال عضویت در هیئت علمی دانشگاه‌ها هستند، مناسب می‌باشد.

## در ایران
رشته مدیریت دولتی یا مدیریت عمومی همان رشته اداره امور عمومی می‌باشد که شامل امور اداری و مالی و … می‌شود. این رشته در ایران برای نخستین بار در سال ۱۳۳۳ با عنوان علوم اداری با کمک دانشگاه کالیفرنیای جنوبی و در دانشکده حقوق دانشگاه تهران تشکیل شد. مدیریت دولتی که در گذشته به سبب قدمت زیاد این رشته به‌عنوان اداره امور عمومی شناخته می‌شد، قدیمی‌ترین گروه در رشته‌های مدیریت به‌شمار می‌آید، در فاصله سال‌های ۱۳۳۳ الی ۱۳۴۱ به سبب ایجاد رشته‌های مختلف علوم اداری، این گروه، از رشته علوم سیاسی جدا شده و از سال ۱۴۴۱ تا به حال به‌طور مستقل در دانشکده مدیریت که تا سال ۱۳۷۴ نیز دانشکده علوم اداری و بازرگانی نامیده می‌شد، ارائه شده‌است.
بنیان‌گذاران این رشته در دانشکده مدیریت دانشگاه تهران را می‌توان استاد سید مهدی الوانی و استاد حسن میرزایی اهرنجانی دانست. اشخاصی همچون استاد سید مهدی الوانی (پدر مدیریت دولتی ایران)، استاد علی رضاییان، استاد محمد سعید تسلیمی، استاد علی اکبر فرهنگی، استاد علی اصغر پورعزت، استاد آرین قلی‌پور، استاد حسن دانایی فرد و استاد سیدمحمد مقیمی و استاد ابوالحسن فقیهی و استاد غلامرضا معمارزاده، استاد مجتبی امیری، استاد سید رضا سیدجوادین، استاد ناصر میرسپاسی، استاد شمس السادات زاهدی، استاد رضا واعظی، را می‌توان به عنوان استادان معروف مدیریت دولتی در ایران نام برد.
هم‌اکنون نیز این رشته دارای انجمن علمی حرفه‌ای با مجوز وزارت علوم با نام انجمن علمی مدیریت دولتی ایران است.

### بازارکار و آینده شغلی رشته مدیریت دولتی در ایران
فارغ التحصیلان رشته مدیریت دولتی (مدیریت اداری) می‌توانند مشاغلی از قبیل کارگزینی، کارشناس امور اداری، امور مالی، امور آموزش، امور مالیاتی، امور بیمه ای، امور کارکنان، امور دفتری، امور حراستی، بازرس، کارشناس برنامه و بودجه، خدمات مالی، تشکیلات و روش‌ها، حسابرس مالیاتی، برنامه‌ریزی، تحول اداری، طبقه‌بندی مشاغل، حقوق و دستمزد، برنامه‌ریزی پرسنلی، ارزیابی عملکرد و نظایر آن و قبول مسئولیت در سمت مدیران سطوح میانی و سرپرستی واحدهای اداری و خدماتی وزارتخانه‌ها و سازمان‌های دولتی، شهرداری‌ها و تعاونی‌ها را عهده‌دار شوند. 
این رشته به دلیل برخورداری از گرایش‌ها و زیرمجموعه‌های گوناگون دارای بازار کار وسیع در بخش‌های دولتی و خصوصی می‌باشد. فارغ التحصیلان این رشته همچنین در زمینه‌های تشکیلات سازمانی، منابع انسانی، مدیریت مالی دولتی، کارشناس بودجه و مالیه عمومی، بانکدار، حسابرس، متصدی جمع‌آوری آمارهای اقتصادی، تحویلدار بانک، سیستم‌های اطلاعاتی و دیگر مباحث مطرح در مدیریت در سطوح کارشناسی و مدیریتی در بخش خصوصی و دولتی قادر به فعالیت می‌باشند، همچنین فارغ التحصیلان این رشته به خوبی می‌توانند در سطح مدیران اجرایی در سازمان‌های دولتی و خصوصی به کار اشتغال ورزند یا به عنوان مشاور یا مجری در زمینه سیاست‌گذاری‌های بخش عمومی می‌توانند فعالیت کنند.

### معرفی شاخه‌های رشته مدیریت دولتی در ایران
در سطح کارشناسی ارشد بنابر آخرین تغییرات (مصوبه مورخه ۲۴ تیر ۱۳۹۴ شورای تحول و ارتقای علوم انسانی شورای عالی انقلاب فرهنگی توسط وزارت علوم، تحقیقات و فناوری) در ۷ گرایش توسعه منابع انسانی، طراحی سازمان‌های دولتی، بودجه و مالیه عمومی، خط مشی گذاری عمومی، مدیریت پیشرفت و توسعه شهری و روستایی، مدیریت تحول و مدیریت رفتار سازمانی تدریس می‌شود. پیش از این گرایش‌های تشکیلات و روش‌ها، مدیریت نیروی انسانی، مدیریت سیستم‌های اطلاعاتی و مدیریت مالی دولتی نیز از گرایش‌های این رشته در مقطع کارشناسی ارشد بود. گرایش‌های ذکر شده در ۲۰ واحد درسی مشترک بوده و تفاوت آن‌ها در ۸ واحد درسی است.
در مقطع دکتری نیز به گرایش‌های تصمیم‌گیری و خط مشی گذاری عمومی، مدیریت تطبیقی و توسعه، رفتار سازمانی، مدیریت منابع انسانی تقسیم‌بندی می‌گردد..
| ردیف | نام درس                                           | نوع درس        | ردیف | نام درس                                                      | نوع درس |
| ---- | ------------------------------------------------- | -------------- | ---- | ------------------------------------------------------------ | ------- |
| ۱    | ریاضیات و کاربرد آن در مدیریت (۱)                 | پایه           | ۱    | مبانی سازمان و مدیریت                                        | اصلی    |
| ۲    | ریاضیات و کاربرد آن در مدیریت (۲)                 | پایه           | ۲    | مدیریت رفتار سازمانی                                         | اصلی    |
| ۳    | اقتصاد خرد                                        | پایه           | ۳    | مدیریت منابع انسانی                                          | اصلی    |
| ۴    | اقتصاد کلان                                       | پایه           | ۴    | تحقیق در عملیات (۱)                                          | اصلی    |
| ۵    | اصول حسابداری (۱)                                 | ۵              | 5    | تحقیق در عملیات (2)                                          | اصلی    |
| ۶    | اصول حسابداری (۲)                                 | پایه           | ۶    | حسابداری و حسابرسی دولتی                                     | اصلی    |
| 7    | آمار و احتمالات و کاربرد آن در مدیریت (1)         | پایه           | 7    | آموزش مهارت‌های حرفه ای (توسعه مهارت‌های مدیران)               | اصلی    |
| ۸    | آمار و احتمالات و کاربرد آن در مدیریت (۲)         | پایه           | ۸    | سیر اندیشه‌های سیاسی و تحول نهادهای اداری                     | اصلی    |
| ۹    | روش تحقیق در مدیریت                               | پایه           | ۹    | مهارت‌های مسئله یابی و تصمیم‌گیری                              | اصلی    |
| ۱۰   | اصول و مبانی مدیریت از دیدگاه اسلام               | پایه           | ۱۰   | مبانی برنامه‌ریزی پیشرفت و عدالت (توسعه اقتصادی و برنامه‌ریزی) | اصلی    |
| ۱۱   | کاربرد کامپیوتر در مدیریت (مهارت‌های هفتگانه ICDL) | پایه           | ۱۱   | اصول و مبانی کارآفرینی                                       | اصلی    |
| ۱۲   | احکام تجارت (کسب و کار)                           | پایه           | ۱۲   | اخلاق حرفه‌ای در مدیریت با رویکرد اسلامی                      | اصلی    |
| ۱۳   | جامعه‌شناسی سازمانی                                | پایه           | ۱۳   | مالیه عمومی و تنظیم خط مشی مالی دولت (مدیریت مالی دولتی)     | اصلی    |
|      |                                                   |                |      |                                                              |         |
| ۱    | مباحث و چالش‌های مدیریت دولتی                      | تخصصی          | ۱    | زبان انگلیسی عمومی                                           | عمومی   |
| ۲    | مبانی مدیریت دولتی                                | تخصصی          | ۲    | فارسی عمومی                                                  | عمومی   |
| ۳    | حقوق اداری                                        | تخصصی          | ۳    | تربیت بدنی عمومی (۱)                                         | عمومی   |
| ۴    | سازماندهی و اصلاح تشکیلات و روش‌ها                 | تخصصی          | ۴    | تربیت بدنی عمومی (۲)                                         | عمومی   |
| ۵    | مدیریت تحول سازمانی                               | تخصصی          | ۵    | اندیشه اسلامی (۱)                                            | عمومی   |
| ۶    | زبان تخصصی (۱و۲)                                  | تخصصی          | ۶    | اندیشه اسلامی (۲)                                            | عمومی   |
| ۷    | زبان تخصصی (۳و۴)                                  | تخصصی          | ۷    | تفسیر موضوعی قرآن کریم                                       | عمومی   |
| ۸    | مدیریت توسعه                                      | تخصصی          | ۸    | انقلاب اسلامی ایران                                          | عمومی   |
| ۹    | مدیریت تطبیقی                                     | تخصصی          | ۹    | تاریخ فرهنگ و تمدن اسلامی                                    | عمومی   |
| ۱۰   | مدیریت سازمان‌های محلی و شهرداری‌ها                 | تخصصی          | ۱۰   | اخلاق اسلامی (مبانی و مفاهیم)                                | عمومی   |
| ۱۱   | مدیریت تعاونی‌ها                                   | تخصصی          | ۱۱   | دانش خانواده و جمعیت                                         | عمومی   |
| ۱۲   | فراگرد تنظیم و کنترل بودجه                        | تخصصی          |      |                                                              |         |
| ۱۳   | تصمیم‌گیری و خط مشی گذاری عمومی                    | تخصصی          |      |                                                              |         |
| ۱۴   | تجزیه و تحلیل قانون مدیریت خدمات کشوری            | تخصصی          |      |                                                              |         |
|      |                                                   |                |      |                                                              |         |
| ۱    | فنون تجزیه و تحلیل و طراحی سیستم‌ها                | اختیاری/اجباری |      |                                                              |         |
| ۲    | سیستم‌های اطلاعاتی مدیریت                          | اختیاری/اجباری |      |                                                              |         |
| ۳    | روان‌شناسی صنعتی و سازمانی                         | اختیاری/اجباری |      |                                                              |         |
| ۴    | قانون کار و روابط صنعتی کار در سازمان             | اختیاری/اجباری |      |                                                              |         |
| ۵    | آشنایی با قوانین و مقررات بازرگانی (کسب و کار)    | اختیاری/اجباری |      |                                                              |         |
| ۶    | حسابداری صنعتی (۱)                                | اختیاری/اجباری |      |                                                              |         |
| ۷    | اصول حسابداری (۳)                                 | اختیاری/اجباری |      |                                                              |         |
| ۸    | حسابرسی                                           | اختیاری/اجباری |      |                                                              |         |
| ۹    | پول، ارز و بانکداری                               | اختیاری/اجباری |      |                                                              |         |
| ۱۰   | مدیریت مالی                                       | اختیاری/اجباری |      |                                                              |         |
| ۱۱   | روان‌شناسی کار                                     | اختیاری/اجباری |      |                                                              |         |
| ۱۲   | حقوق اساسی                                        | اختیاری/اجباری |      |                                                              |         |
| ۱۳   | مدیریت بحران                                      | اختیاری/اجباری |      |                                                              |         |
| ۱۴   | ارتباطات مدیریت                                   | اختیاری/اجباری |      |                                                              |         |
| ۱۵   | مدیریت زمان                                       | اختیاری/اجباری |      |                                                              |         |
| ۱۶   | مدیریت کیفیت جامع                                 | اختیاری/اجباری |      |                                                              |         |
| ۱۷   | مدیریت سازمان‌های کوچک                             | اختیاری/اجباری |      |                                                              |         |
| ۱۸   | مدیریت نظام مشارکتی                               | اختیاری/اجباری |      |                                                              |         |